# Hermann von Boyen
Hermann Ludwig Leopold Gottlieb von Boyen (ur. 20 czerwca 1771 w Kreuzburgu, zm. 15 lutego 1848 w Berlinie) – feldmarszałek w Armii Pruskiej, dwukrotny minister wojny (1814-1819 oraz 1841-1847). Inicjator budowy twierdzy w Giżycku (niem. Lötzen) w 1843 r., nazwanej na jego cześć Twierdzą Boyen. Został pochowany na Cmentarzu Inwalidów w Berlinie.